# Tobe
Tobe (砥部町?) è una cittadina giapponese della prefettura di Ehime.